# Viola nemoralis
Viola nemoralis — вид рослин з родини Фіалкові (Violaceae), поширений у Європі, Марокко й західній частині помірних областях Азії. Етимологія: лат. nemoralis — з лісу чи гаю.

## Опис
Багаторічна трав'яниста рослина заввишки до 50 см, з прямостоячим облиственим стеблом. Вся рослина запушена дуже короткими волосками. Листки ланцетні або яйцювато-ланцетні, з усіченою або неглибоко серцеподібною основою, раптово клиноподібно звужені у вузьке крило черешка. Прилистки великі, листоподібні, довші від черешка. Квітки світло-сині з білим зевом і темними смужками на пелюстках, без запаху. Плід — коробочка, з виступаючими ребрами, на верхівці з гострим кінцем, гола. Цвіте в травні-липні, плодоносить з липня.

## Поширення
Поширений майже у всій Європі, Марокко й західній частині помірних областях Азії.
Зростає в розріджених лісах, на галявинах і узліссях, луках, особливо прирічкових, серед чагарників.